# 水兵木黃
水兵木黃（水兵きき）是日本男性漫畫家，神奈川縣橫濱市出身，以挑戰少年漫畫尺度的H情節漫畫作品著名，也創作十八禁同人誌。其出道前是服部充的助手，曾參與《貓飛狗跳》（イヌっネコっジャンプ！）與《妙野鎮的禮奈》（おとぎのまちのれな）的作畫。其妻為漫畫家遊佐Ituka（遊佐いつか）。

## 作品
漫畫
- 《臉紅心跳萌萌社（日语：おまかせ! さやなのもえろ部）》：MediaWorks發行，單行本全1卷，長鴻出版社代理台灣中文版。
- 《靈媒美眉（日语：葵さまがイかせてアゲル）》：講談社發行，單行本全2卷，東立出版社代理台灣中文版。
- 《我家天使會害羞》（天使のKATTE♥〜テンシノカッテ〜）：秋田書店發行，單行本全1卷，東立出版社代理台灣中文版。
- 《小爱是日本诅咒人偶（日语：あいは呪いの日本人形）》：史克威尔艾尼克斯發行，單行本全1卷。
- 《みかにハラスメント（日语：みかにハラスメント）》：史克威尔艾尼克斯發行，單行本全1卷。

## 外部連結
- 水兵木黃官方網站 （页面存档备份，存于）（日語）
- 水兵木黃的X（前Twitter）（日語）
- 水兵木黃的pixiv（日語）